# السافانا السودانية الغربية

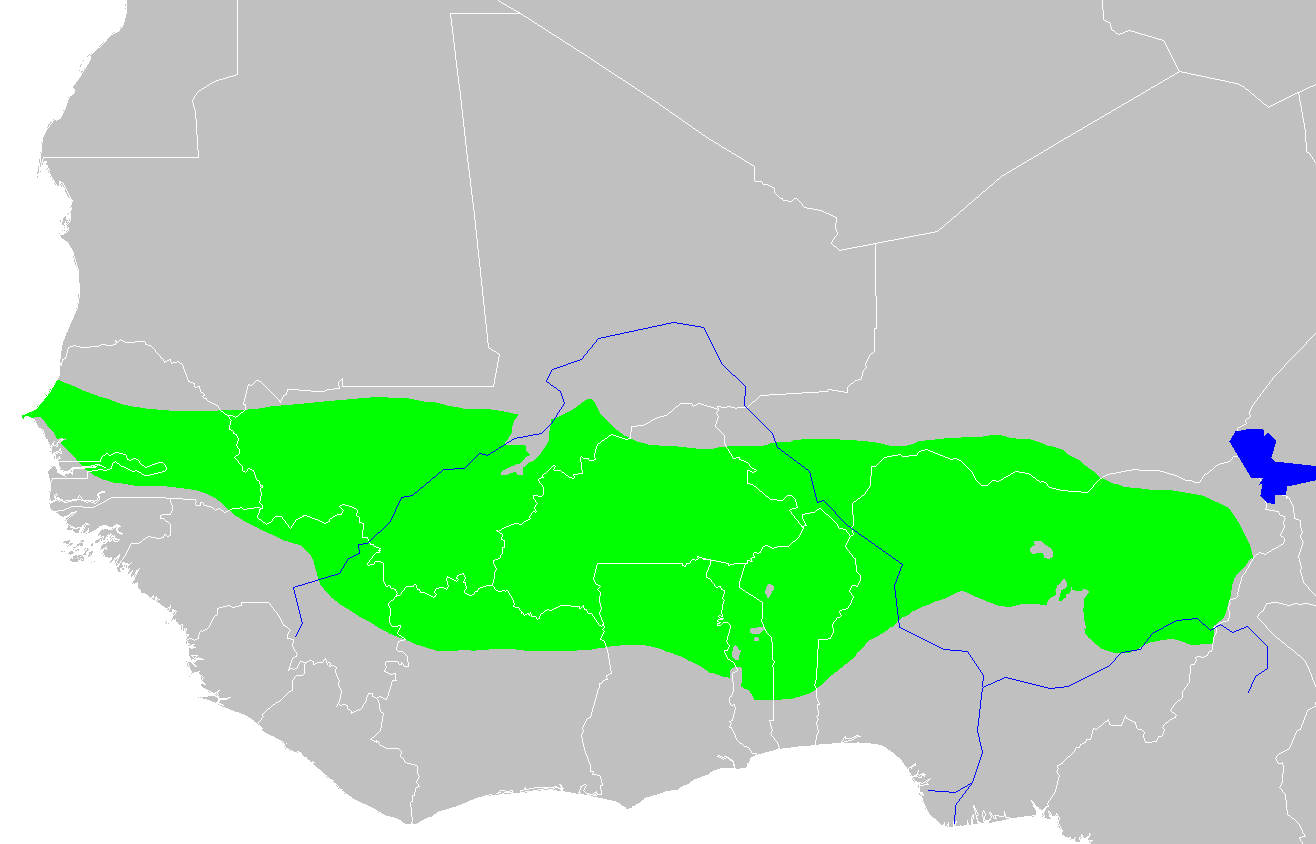
خريطة للمنطقة الغربية لسافانا في غرب السودان

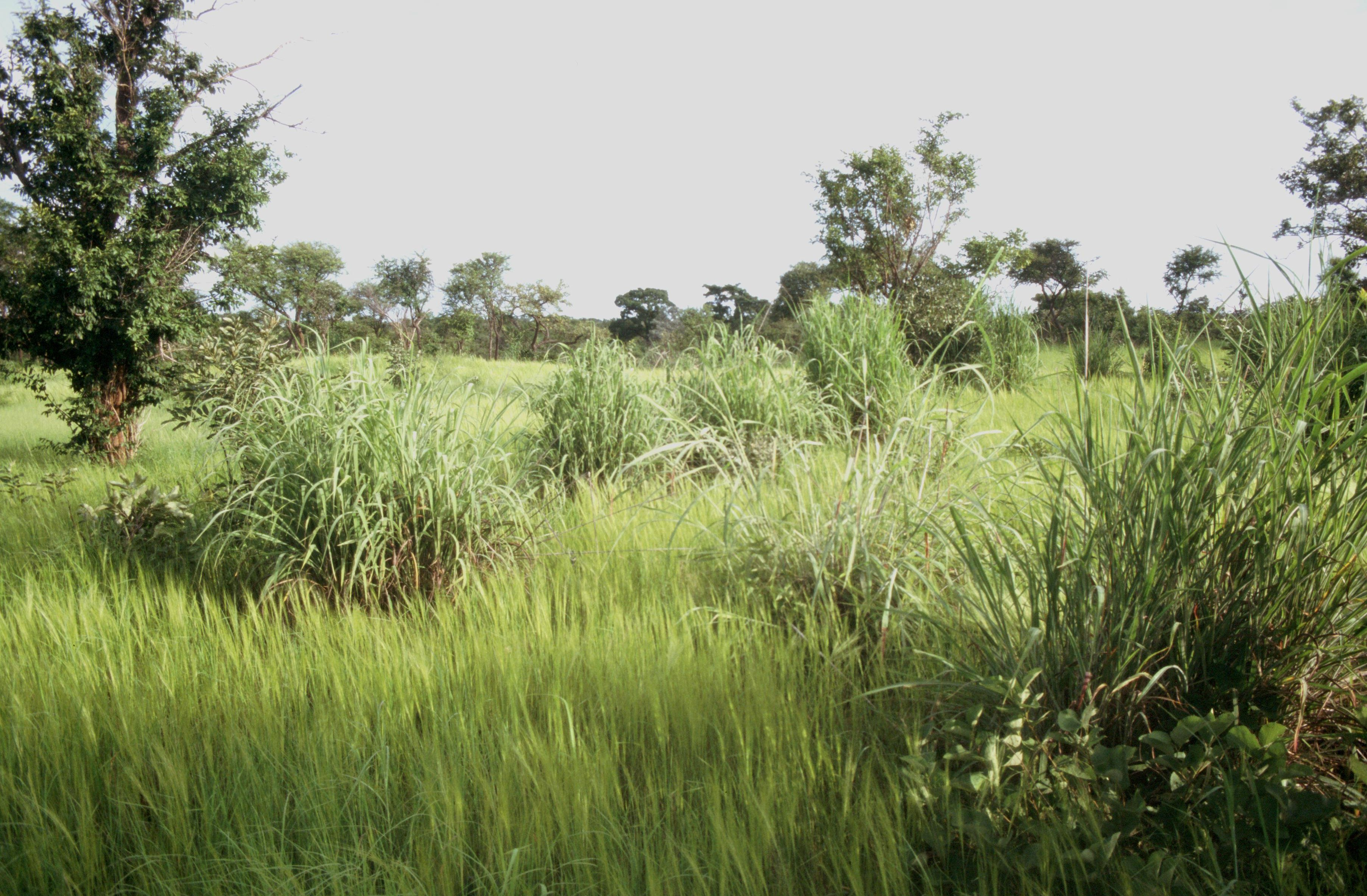

السافانا الغربية السودانية هي منطقة بيئية للسافانا الاستوائية تمتد عبر غرب أفريقيا .

## جغرافية المنطقة
يمتد الإقليم البيئي شرقًا وغربًا عبر غرب إفريقيا، من ساحل المحيط الأطلسي في السنغال إلى جبال ماندارا على الحدود الشرقية لنيجيريا.
تقع منطقة ساحل أكاسيا السافانا الأكثر جفافا في الشمال، وتقع فسيفساء الغابات السافانية الغينية الأكثر رطوبة في الجنوب.

## المناخ
المناخ استوائي. يتراوح هطول الأمطار السنوي من 1000 ملم في الجنوب إلى 600 ملم في الشمال على حافة الساحل. يختلف هطول الأمطار ودرجة الحرارة موسمياً، مع موسم ممطر حار من مايو إلى سبتمبر، وموسم جاف أكثر برودة من أكتوبر إلى أبريل. تتراوح درجات الحرارة من 30 درجة مئوية إلى 33 درجة مئوية خلال الشهر الأكثر سخونة، ومن 18 درجة مئوية إلى 21 درجة مئوية خلال الشهر الأكثر برودة.

## النباتات
السافانا والغابات المفتوحة توجد فيها أنواع النباتات المميزة. أنواع مثل عسمة و هليج هي أشجار السافانا النموذجية، والأرض مغطاة بالأعشاب الطويلة والأعشاب والشجيرات. أنواع عسر الهضم، أو عشب الفيل، هو العشب السائد، وغالبًا ما ينمو ارتفاعه متر واحد أو أكثر. عادةً ما تكون الأشجار في الغابات الجافة أقل ارتفاعًا من 10 أمتار، وتشمل ميشطة spp.مع طلح spp.، هجليج مصري، Combretum glutinosum، بلسان افريقي، Prosopis africana، تمر هندي، و Ziziphus mucronata. تفقد العديد من الأشجار أوراقها خلال ذروة موسم الجفاف، وغالباً ما تجف الأعشاب.
أكاسيا أقل شيوعًا في الغابات الرطبة في مناطق هطول الأمطار المرتفعة وعلى طول المجاري المائية، حيث Afzelia africana و بوركية أفريقية وعسمة .و Terminalia . هي السائدة. تحدث مناطق أصغر من غابة إيسوبرلينيا في أجزاء أكثر رطوبة من المنطقة البيئية الجنوبية.

## الحيوانات
منطقة إيكولوجية هي موطن لكثير من الثدييات الكبيرة، بما في ذلك فيل الأدغال الأفريقية، الزرافة غرب أفريقيا إيلاند عملاق، ظبي أسمر، الجاموس الأفريقي، الأسد، الفهد، والكلب البري الأفريقي. معظم الثدييات الكبيرة محدودة للغاية في المدى والأرقام.

## الحفاظ على
وجد تقييم عام 2017 أن 233،942 كيلومتر مربع، أو 14%، من المنطقة الإيكولوجية تقع في مناطق محمية.

## روابط خارجية
- "West Sudanian savanna". Terrestrial Ecoregions. World Wildlife Fund.